# Spodiophyllite
La spodiophyllite è un minerale non più riconosciuto dall'IMA dal 1998 in quanto si tratta probabilmente di una mica correlata alla tainiolite non completamente caratterizzata.